# Абърдийн (Хонконг)
Абърдийн (на китайски: 香港仔; на английски: Aberdeen) е град в югоизточен Китай, част от Южния район на автономната територия Хонконг. Населението му е около 80 000 души (2011).
Разположен е на 21 метра надморска височина на югозападния бряг на остров Хонконг, по бреговете на Абърдийнския проток, отделящ го от остров Аплейчау, на 4 километра южно от централната част на Виктория и на 135 километра югоизточно от Гуанджоу.
Селището е известно от епохата Мин под името Хонконг, което по-късно се пренася върху целия остров и автономната територия. Наименованието означава „ароматно пристанище“, заради търговията с тамян и сандалово дърво. През 1845 година получава името на британския външен министър лорд Абърдийн, а на китайски продължава да се нарича Хонконг Цай („Малък Хонконг“). В миналото в Абърдийнския пролив в плаващи жилища живеят хиляди хора от етническата група танка, а днес като туристическа атракция са запазени няколко големи плаващи ресторанта.